# Baltimore–Washington International Airport
Baltimore/Washington International Thurgood Marshall Airport (IATA: BWI, ICAO: KBWI, FAA LID: BWI je mezinárodní letiště ležící v nezařazeném území Linthicum ve státě Maryland v USA. Letiště leží 14 km jižně od centra Baltimoru a 51 km severovýchodně od Washington, D.C. Dle počtu cestujících je nejvytíženějším ze tří letišť, které obsluhují metropolitní oblast Baltimore–Washington. Mezi další dvě patří Ronald Reagan Washington National Airport a Washington Dulles International Airport. Běžně je nazýváno BWI nebo BWI Marshall. Jméno nese po Thurgoodu Marshallovi, rodáku z Baltimore, který byl prvním černošským soudcem Nejvyššího soudu Spojených států amerických.